# Grote Markt (Sint-Niklaas)
De Grote Markt is een marktplein in het centrum van de Belgische stad Sint-Niklaas. Met zijn oppervlakte van 3,19 hectare staat het bekend als het grootste marktplein van België.

## Geschiedenis

### Voorgeschiedenis en ontstaan
In 1219 schonk Johanna van Constantinopel een aanzienlijk stuk grond ten oosten van de huidige Grote Markt. Deze "papenakkers" of "priesteragie"-gronden moesten ervoor zorgen dat de amper twee jaar ervoor opgerichte parochie zou kunnen overleven. Het terrein was zes bunders groot en ligt ongeveer ter hoogte van de huidige Ankerstraat. De naam Papenakkerstraat herinnert nog aan deze geschiedenis.
In 1248 werd de goede band tussen de graven van Vlaanderen en de Sint-Nicolaasparochie bezegeld door een nieuwe schenking van zes bunders grond, deze keer ten westen van de reeds bestaande parochiekerk. Margaretha II van Vlaanderen, zuster en opvolgster van Johanna, stond het terrein af op voorwaarde dat het voor altijd onverdeeld en onbebouwd zou blijven en het dienst zou doen "ad communem usum omnium" (voor het algemeen welzijn). De schenkingsakte van 1248 was de geboorte van het Sint-Niklase marktplein.
Al gauw worden de randen van het plein bebouwd. In het begin waren dit vooral boerderijen, maar later kwamen er ook ambachtslieden en winkels zich vestigen. Doordat het plein goed gelegen was op het kruispunt van verschillende wegen (Antwerpen-Gent, Hulst-Dendermonde en Sint-Niklaas-Temse) was er ook nood aan herbergen en logementen.
Aanvankelijk deed de dries onder meer dienst al vergaderplaats van de vierschaar, als plek waar de graven van Vlaanderen hun eed aflegden als heren van het Land van Waas en als plaats waar het lijnwaad werd gebleekt. Keizer Maximiliaan I verleende echter pas vanaf 1513 officieel octrooi voor de wekelijkse markt op donderdag. Hiervoor heeft de parochie 148 Vlaamse ponden moeten betalen. In de jaren vijftig van de zestiende eeuw kreeg het hoofdcollege van het Land van Waas een vast gebouw met het Landhuis.

### Eerste inbreuk en brand
In 1624 werd er door de parochie aan Filips IV van Spanje en Antonius Triest, de bisschop van Gent, voorgesteld om een stukje van het plein te verkopen om kerkschulden te dekken. De verkoop werd toegestaan maar was pas in 1639 volledig afgerond. Een stuk grond aan de noordzijde van het plein werd bebouwd met winkels en huizen. Het was de eerste maal dat er een inbreuk werd gepleegd tegen de schenkingsakte.
De Cipierage, de gevangenis van het Land van Waas, en het Parochiehuis, de vergaderplaats van de vierschaar, werden in de jaren 60 van de 17e eeuw gebouwd aan de kant waar toen ook het Landhuis al stond.
Op 25 mei 1690 woedde een grote brand die ontstond in een jeneverstokerij in de Kalkstraat. De toren van de Sint-Nicolaaskerk stortte in door het vuur, en alle huizen die niet met dakleien bezet waren, werden verwoest. Gebouwen als de Cipierage, het Landhuis en het Castrohof overleefden de brand. Na de brand werd het plein langzaamaan terug bebouwd. In het noordoosten werd een nieuwe straat aangelegd, de Patersdreef (de huidige Collegestraat) om de markt te verbinden met de kerk van de Minderbroeders.

### Tweede en derde inbreuk
In 1771 wou een fabrikant de helft van het marktplein vercijnzen. Dit voorstel ging niet door. Een jaar later vond wel de tweede inbreuk op de akte plaats, toen dezelfde fabrikant een stuk van het kerkhof verkreeg. Het werd vercijnsd en een huizenrij werd opgetrokken.
Ondanks deze wijzigingen bleef de markt het belangrijkste plein van het Waasland: er werden nog steeds openbare executies op voltrokken. Volgens de Kroniek van Necke, werd op zaterdag 22 maart 1823 Jozef Meuleman, fs Jacques uit Sinaai, op de markt openbaar geguillotineerd. het hof van assisen achtte hem schuldig aan de moord in 1822 op Josyna van Doorselaere uit Stekene. Het schavot werd midden het stadhuis en herberg de Zwaan opgericht.
In 1841 verdween opnieuw een groot stuk van het marktplein. Burgemeester De Munck-Moerman had de ambitie om een nieuw stadhuis, een tweede parochiekerk en statige herenhuizen te bouwen. Daarvoor werd een stuk grond van één hectare opgeofferd. Het neoclassicistische stadhuis was klaar in 1841. De nieuwe kerk, de Onze-Lieve-Vrouw-van-Bijstand-der-Christenenkerk was drie jaar later afgewerkt.
In augustus 1854 vond op de markt de aanleiding voor voedselrellen plaats. Deze zouden nog tot in september duren. Twintig jaar later verwoestte een brand het stadhuis en vier jaar erna werd het huidige, neogotische gebouw ingehuldigd.

### 20e eeuw tot heden
In 1950 kreeg de markt aan de zuidkant een nieuwe straat die de stad met de N70 verbindt, de Parklaan. Zestien jaar later veranderde het plein drastisch van uitzicht. Het park aan de zuidkant verdween en een busstation werd in de plaats gebouwd. De kiosk verdween naar het Romain De Vidtspark.
De markt is in 2005 grondig opgeknapt. Vroeger fungeerde ze ook als parkeerplaats, maar dankzij het Margarethaplan is er een parkeerruimte onder de markt bij gekomen. Het plan won in 2005 een eerste plaats van de Prijs Bouwmeester in de categorie publieke ruimte. De vernieuwde markt werd op 2 september 2005 feestelijk geopend door het toenmalige vorstenpaar Albert II en Paola Ruffo di Calabria. Er kwam echter kritiek op de renovatie, aangezien deze het plein had veranderd in een kale vlakte. Daarom onderging de markt in 2018 een vergroening. Er werden onder andere mobiele bomen en bloemen geplaatst.
De markt wordt tot op heden op donderdag gehouden. Tegenwoordig worden er nog steeds veel evenementen georganiseerd, zoals de Vredefeesten in het begin van september. Bij die gelegenheid worden er talrijke luchtballons opgelaten.

### Heraanleg (2024-2026)
in mei 2024 start een herinrichting van de Grote Markt die 2 jaar zal duren. Het plan gaat gepaard met een verandering van de verkeersstromen met minder doorgaand verkeer, ruimte voor fietsers en voetgangers, minder verharding en in de plaats plantvakken,160 bomen en waterelementen. Deze laatste brengen water in deze stad die niet aan een grote waterloop ligt.

## Ligging
De Grote Markt ligt in het centrum van de stad. De markt kruist in wijzerzin volgende straten: Parkstraat, Collegestraat, Stationsstraat, Houtbriel, Sint-Nicolaasplein, Apostelstraat, Parklaan, Hendrik Heymanplein, Nieuwstraat en Onze-Lieve-Vrouwestraat.

## Gebouwen en standbeelden

### Gebouwen
Aan de Grote Markt bevinden zich enkele belangrijke gebouwen van de stad, en ook enkele van de oudste gebouwen. Verschillende gebouwen zijn als monument beschermd.
- Het stadhuis van Sint-Niklaas, in 1876-1878 opgetrokken, nadat het vorige stadhuis uit 1840 was afgebrand in 1874
- Het Landhuis, waar het hoofdcollege van het Land van Waas sinds de 16e eeuw zetelde. De voorgevel kwam in de 17e eeuw tot stand.
- De voormalige Ciperage, gebouwd in 1661-1662 in Vlaamse renaissancestijl
- Het Parochiehuis, in 1663-1664 in barokstijl gebouwd
- Het Postgebouw, in 1902 in neo-Vlaamse-renaissancestijl gebouwd
- De Gouden Arend, een 19e-eeuws herenhuis
- Het Huis Myle, een 19e-eeuws herenhuis
- Vlak nabij de Grote Markt staat ook de decanale Sint-Nicolaaskerk

### Standbeelden

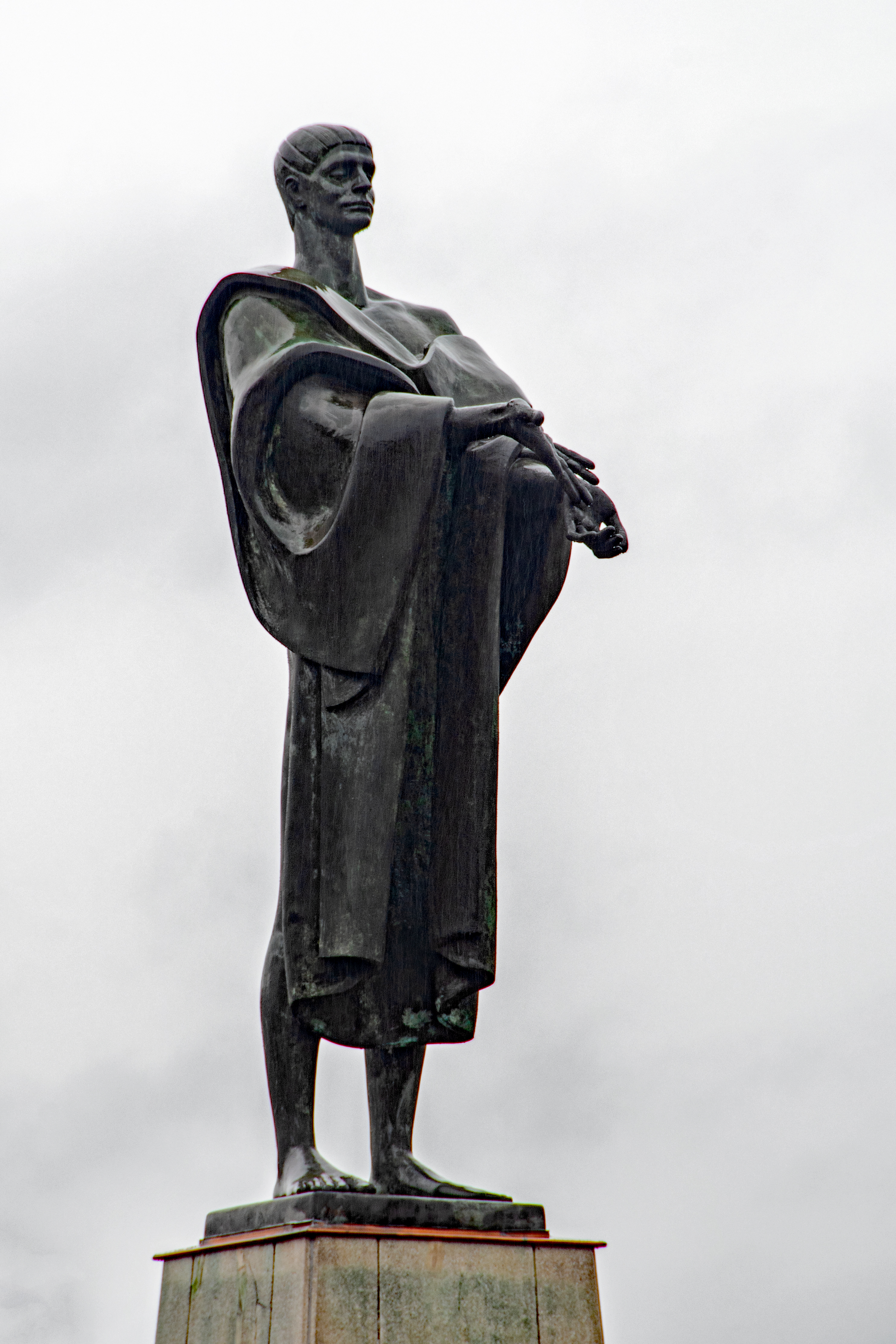
Standbeeld Het Woord

Op de Grote Markt worden verschillende beeldhouwwerken tentoongesteld:
- De Lopers, bronzen beeldengroep van de hand van Mariette Teugels
- De Weg naar Kennis, van de hand van Robert Vandereycken
- Het Woord, een vijf meter hoog bronzen beeld op het zuidelijkste punt van de Grote Markt als ode aan dichter en priester Anton van Wilderode. Het is een ontwerp van Idel Ianchelevici, gemaakt voor Expo 58. Het heette oorspronkelijk Hommage au Génie humain (Hommage aan het menselijk Genie).[11]
- gravinnen Johanna en Margaretha van Constantinopel, een bronzen beeldengroep van Frans Heirbaut, als ode aan twee belangrijke vrouwen uit de Sint-Niklase geschiedenis.
- La Tordue, van de hand van George Grard
- Paard en Ruiter, van de hand van Jan Calmeyn
- Sinterklaas, een polychroom beeld in keramiek voor het stadhuis van de hand van Achiel Pauwels.
- Zittende Vrouw, van de hand van George Grard

## Fotogalerij

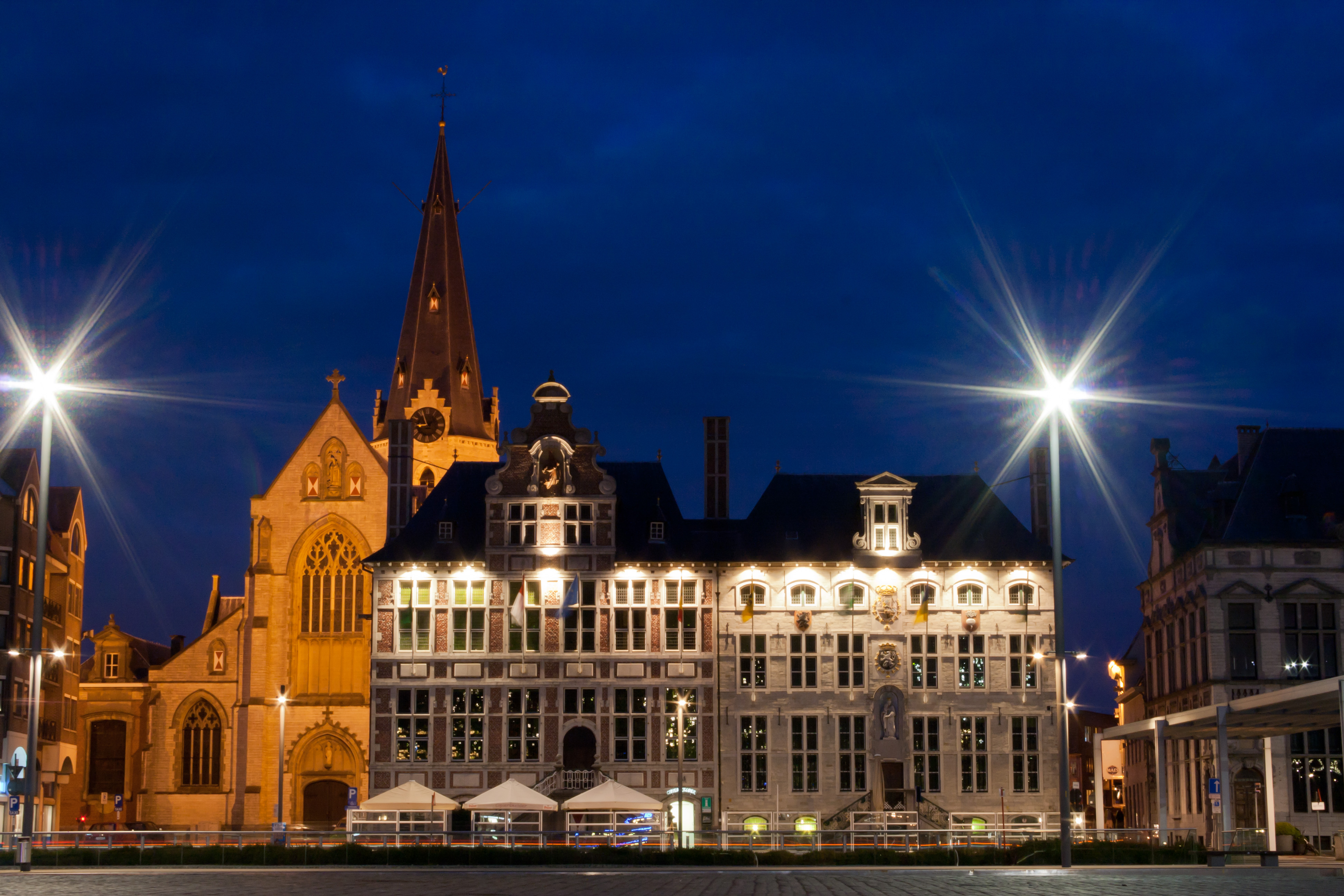
De oostzijde, met Sint-Nicolaaskerk, Parochiehuis en Ciperage
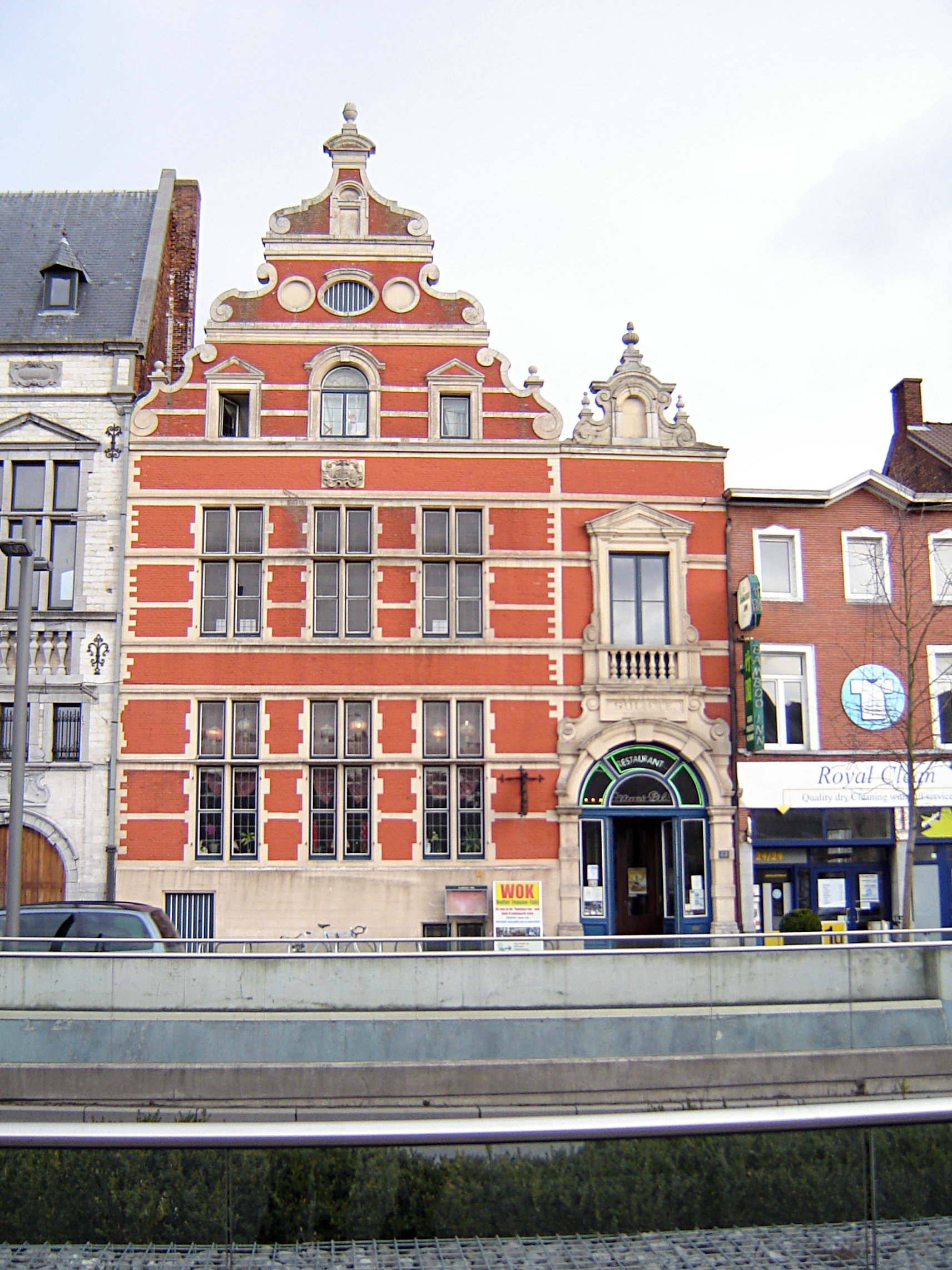
Het Landhuis
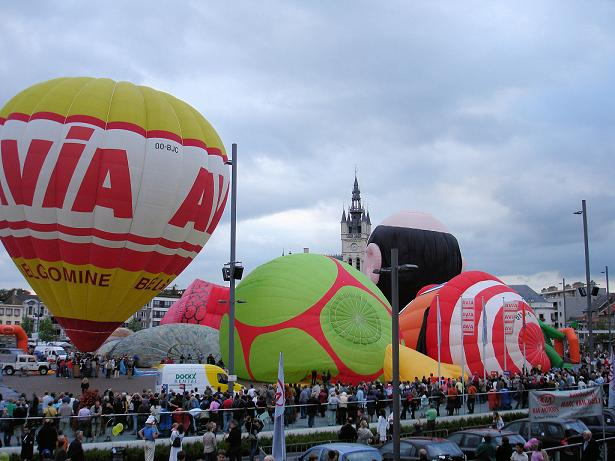
Luchtballonnen tijdens de Vredefeesten
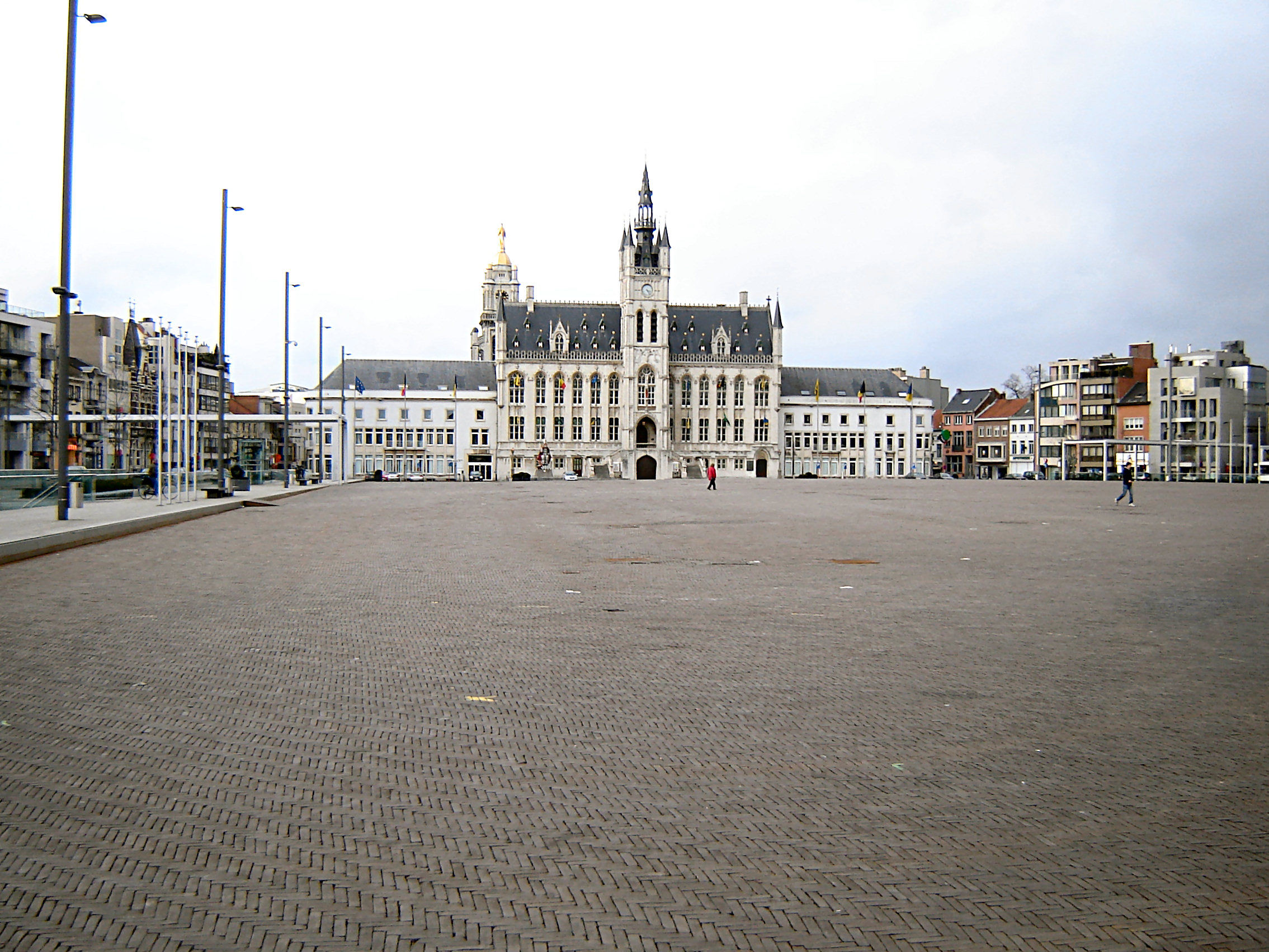
Zicht op het stadhuis en de Onze-Lieve-Vrouwekerk
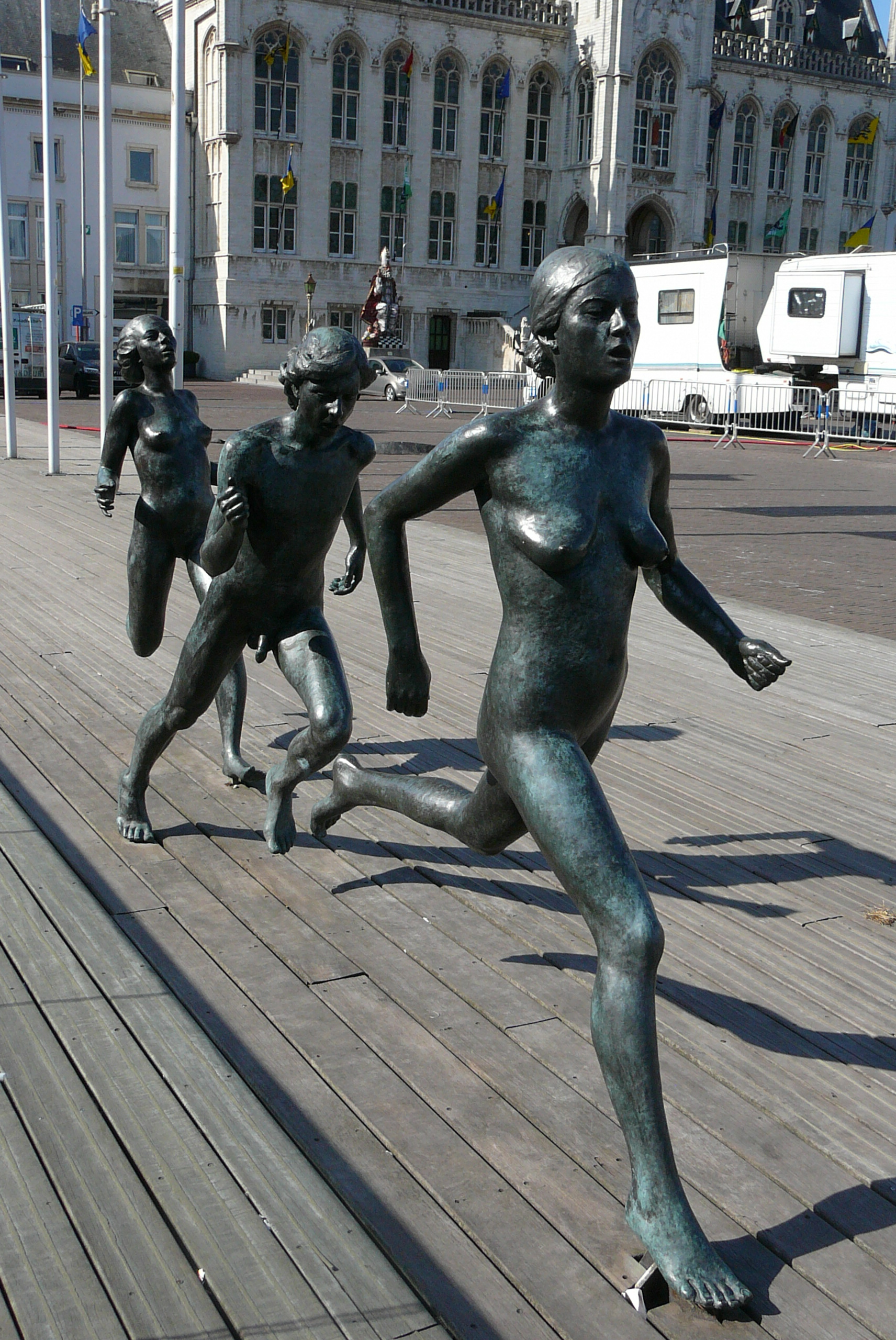
Het standbeeld De Lopers op de markt
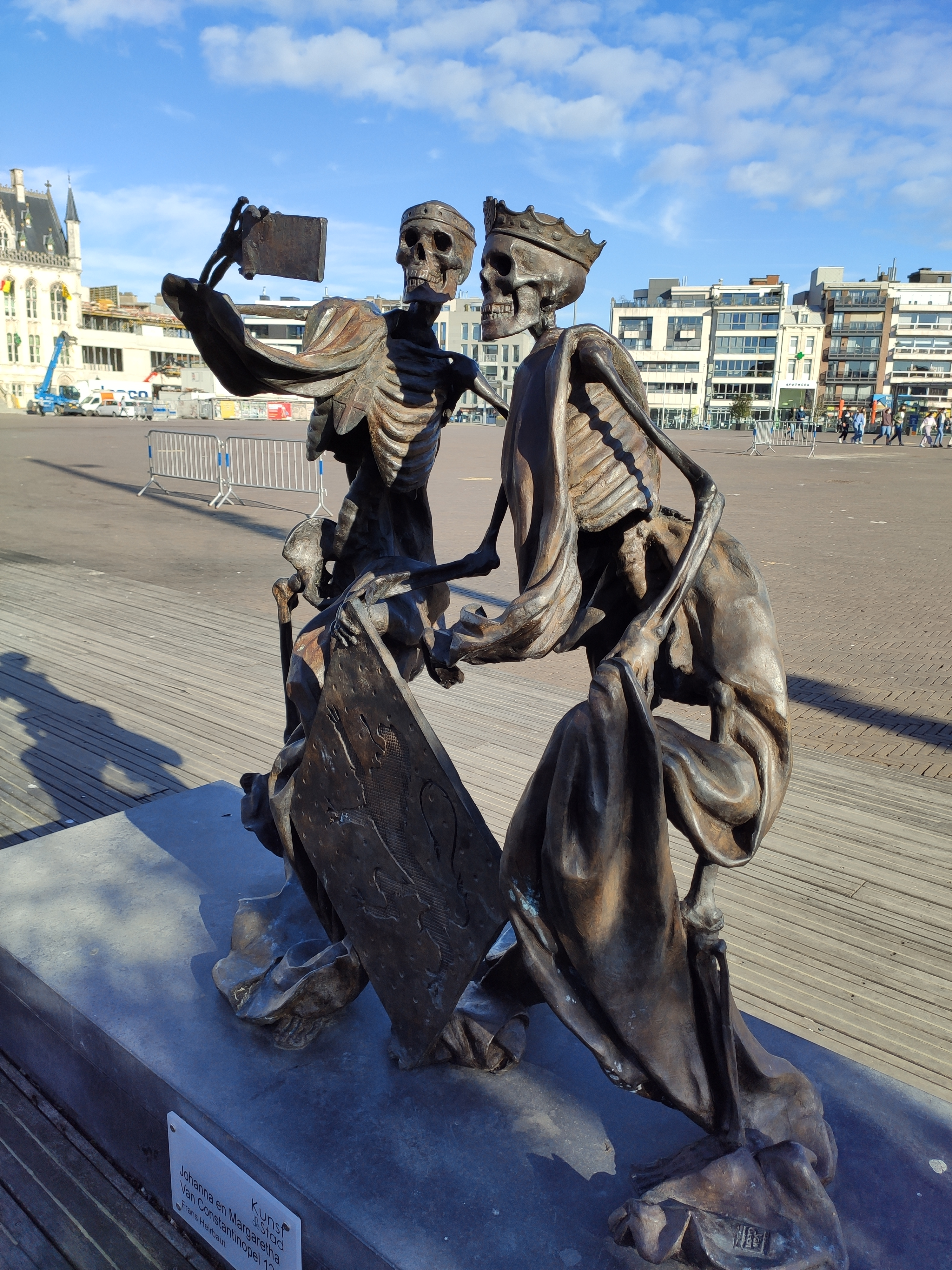
Bronzen sculptuur "Johanna van Constantinopel en Margaretha van Constantinopel" door Frans Heirbaut.

## Trivia
- In de strip Het zevende zwaard uit de stripreeks van Jommeke landt de vliegende bol op het marktplein van Sint-Niklaas.
- In de strip Het B-Gevaar, het tweede album uit de stripreeks Nero, gaat detective Van Zwam in een droom op zoek naar het testament van zijn juist overleden oom Isidoor. Deze scène speelt zich af op de Grote Markt.
- Het stadslogo van Sint-Niklaas, dat sinds eind 2014 in gebruik is, beeldt de contouren van het marktplein uit.